# Hebi
Hebi is een stad in de gelijknamige prefectuur in het noorden van de Chinese provincie Henan, Volksrepubliek China.
Bij de volkstelling van 2020 had de stad 571.043 inwoners, de gehele prefectuur had 1.565.973 inwoners.
Hebi grenst in het noorden aan Anyang en in het zuiden aan Xinxiang.

## Indeling
Hebi omvat 3 districten en 2 arrondissementen.
- Qibin, district (淇滨区)
- Shancheng, district (山城区)
- Heshan, district (鹤山区)
- Xun, arrond. (浚县)
- Qi, arrond. (淇县)